# بابی کاناوله
بابی کاناوله (به انگلیسی: Bobby Cannavale) (زاده ۳ مه ۱۹۷۰) بازیگر آمریکایی است. از فیلم‌های او می‌توان به شنونده شب، عشق و سیگار، مرد مورچه‌ای، هوم کامینگ، مرد مورچه‌ای و زنبورک و آقای ربات اشاره کرد.

## فیلم‌شناسی

### فیلم
| سال  | نام                        | نقش                         |
| ---- | -------------------------- | --------------------------- |
| ۲۰۰۴ | پناهگاه                    |                             |
| ۲۰۰۵ | پایان خوش                  |                             |
| ۲۰۰۷ | فداکاری                    |                             |
| ۲۰۰۸ | ترفیع                      |                             |
| ۲۰۱۱ | بازی برد-برد               |                             |
| ۲۰۱۴ | بزرگسالان مبتدی            |                             |
| ۲۰۱۵ | دنی کالینز                 | تام دانلی                   |
| ۲۰۱۵ | جاسوس                      | سرجیو د لوکا                |
| ۲۰۱۵ | مرد مورچه ای               | جیم پَکستن                   |
| ۲۰۱۵ | خونه بابا                  | دکتر اِمیلیو فرنسیسکو        |
| ۲۰۱۶ | اصول مراقبت                |                             |
| ۲۰۱۷ | عملیات آجیلی ۲:آجیلی اصل   | فرنکی (صدا)                 |
| ۲۰۱۷ | من تونیا هستم              | مارتین مَدکس                 |
| ۲۰۱۷ | جومانجی: به جنگل خوش آمدید | پروفسور جان هاردین فن پلت   |
| ۲۰۱۷ | فردیناند                   | وَلینته / پدر وَلینته (صدا)   |
| ۲۰۱۸ | مرد مورچه‌ای و زنبورک       | جیم پَکستِن                   |
| ۲۰۱۹ | بروکلین بی‌مادر             | تُنی وِرمُنت                   |
| ۲۰۱۹ | مرد ایرلندی                | فیلِکس                       |
| ۲۰۱۹ | جیزس می‌غلتاند              |                             |
| ۲۰۲۱ | تام و جری                  |                             |
| ۲۰۲۱ | نیروی تندر                 |                             |
| ۲۰۲۱ | شوک                        |                             |
| ۲۰۲۱ | این همان شب است            |                             |
| ۲۰۲۱ | آواز ۲                     |                             |
| ۲۰۲۲ | بلوند                      |                             |
| ۲۰۲۲ | ازرا                       |                             |
| ۲۰۲۴ | ماکسین                     | کارآگاه اداره پلیس لس آنجلس |
| ۲۰۲۴ | توقف‌ناپذیر                 |                             |

### تلویزیون
| سال         | نام                    | نقش                    | یادداشت                                   |
| ----------- | ---------------------- | ---------------------- | ----------------------------------------- |
| ۲۰۱۲        | خانواده مدرن           | Lewis                  | Episode: "Send Out the Clowns"            |
| ۲۰۱۲        | امپراتوری بوردواک      | Gyp Rosetti            | 11 episodes                               |
| ۲۰۱۴        | مرغ ربات               | Various (voice)        | Episode: "Super Guitario Center"          |
| ۲۰۱۶        | واینل                  | Richie Finestra        | 10 episodes                               |
| ۲۰۱۷–۲۰۱۹   | آقای ربات              | Irving                 | 8 episodes                                |
| ۲۰۱۸–۲۰     | بوجک هورسمن            | Vance Waggoner (voice) | 2 episodes                                |
| ۲۰۱۸–تاکنون | هوم کامینگ             | Colin Belfast          | 11 episodes                               |
| ۲۰۱۹        | باب اسفنجی شلوار مکعبی | Tony (voice)           | Episode: "Shell Games"                    |
| ۲۰۲۰        | خانم آمریکا            | Tom Snyder             | Episode: "Phyllis & Fred & Brenda & Marc" |